# 仁川航空
仁川航空（韓語：에어인천）是一家韓國的貨運航空公司，總部和樞紐機場均為仁川國際機場。仁川航空的英文前稱為Air Incheon，隨2025年8月1日接收韓亞航空僅餘的貨機，同日起改稱Air Zeta。

## 航点
截止2019年8月，仁川航空的航点情况如下：

## 机队
截止2025年8月，仁川航空的机队情况如下：
| 机型                | 运营中 | 订购中 | 备注           |
| ------------------- | ------ | ------ | -------------- |
| 波音 737-800(SF)    | 4      | -      |                |
| 波音 747-400BDSF/EF | 10     | -      | 前韓亞航空貨機 |
| 波音 767-300EF      | 1      | -      | 前韓亞航空貨機 |